# 渡辺大祐
渡辺 大祐（わたなべ だいすけ、1974年3月11日 - ）は、日本のゲームクリエイター、ゲームシナリオライター。スクウェア・エニックス所属。神奈川県横浜市出身。
麻布高等学校卒業後、富士見書房やリクルートにアルバイトとして勤務。またフリーライターとして漫画のノベライズ等を手がける。スクウェア（現：スクウェア・エニックス）の入社試験ではプログラム関連の技術がないため不合格だったが、シナリオライター不在だった『デュープリズム』チームが採用。1年間のアルバイトを経て1999年10月1日に正社員となった。明るいコメディからダークな陰謀劇まで、作風は幅広い。
中学生時代にベニー松山の『小説ウィザードリィ 隣り合わせの灰と青春』を読んで作家を志したという。

## 代表作

### ゲーム
- デュープリズム（1999年）脚本・キャラクターメッセージ
  - 少人数スタッフだったため、アルバイトでの参加。
- ファイナルファンタジーX（2001年）シナリオプランナー
  - 野島一成の補佐。
- キングダム ハーツ（2002年）シナリオライター
  - 秋山淳・野島一成と連名。シナリオスーパーバイザーは信本敬子。
- ファイナルファンタジーX-2（2003年）シナリオ
  - 野島一成と連名。『キングダムハーツ』開発終了後に途中参加。
- キングダム ハーツ チェイン オブ メモリーズ（2004年）シナリオライター
  - シナリオスーパーバイザーは野村哲也・野島一成。
- キングダム ハーツII（2005年）テキストプランナー
- ファイナルファンタジーXII（2006年）シナリオ
  - 生田美和と連名。原案・シナリオプロット・監修は松野泰己。2004年11月から開発に途中参加。
- ディシディア ファイナルファンタジー（2008年）シナリオ
  - 酒見治徳と連名。シナリオスーパーバイザーは鳥山求。
- キングダム ハーツ 358/2 Days（2009年）シナリオスーパーバイザー
  - シナリオは石田ゆかり・金巻ともこ。ストーリーは野村哲也。
- ファイナルファンタジーXIII（2009年）リードシナリオライター
  - ディレクター鳥山求もシナリオを担当。他シナリオライターは平野幸江・酒見治徳。ストーリーコンセプトは野島一成。
- キングダム ハーツ バース バイ スリープ（2010年）シナリオプロット
  - シナリオは岡勝。ストーリーは野村哲也。
- キングダム ハーツ コーデッド（2009年-2010年配信）シナリオライター
  - 酒見治徳・石田ゆかりと連名。ストーリーは野村哲也。
- フロントミッション エボルヴ（2010年）スクリプトライター
  - とちぼり木・八島和彦と連名。シニアスクリプトライターは鳥山求。
- キングダム ハーツ Re:コーデッド（2010年）シナリオスーパーバイザー
  - シナリオは酒見治徳・石田ゆかり。
- ファイナルファンタジーXIII-2（2011年）リードシナリオライター
  - シナリオライターは八島和彦・齋藤なな子。ストーリーアドバイザーは映島巡。
- ライトニング リターンズ ファイナルファンタジーXIII（2013年）リードシナリオライター
  - シナリオライターは千葉広樹・八島和彦・石橋順子。
- メビウス ファイナルファンタジー（2015年配信）リードシナリオライター
  - シナリオスーパーバイザーは野島一成。
- ファイナルファンタジーXII ザ ゾディアックエイジ（2017年）シナリオアドバイザー

### 小説
- 業・影技（1996年）
  - 漫画『SHADOW SKILL』のノベライズ。原作は岡田芽武、発刊は竹書房ガンマ文庫。
- ファイナルファンタジーXIII REMINISCENCE -tracer of memories-（2014年）
  - 『ファイナルファンタジーXIII』シリーズ三部作の後日譚。週刊ファミ通2014年7月3・10日合併号（2014年6月19日発売）より3号に掲載、ファミ通.comで公開。